# Celestion
Celestion è il secondo album in studio di Riccardo Zappa, pubblicato nel 1977 dalla Divergo.

## Descrizione
Il disco venne registrato presso l'abitazione di Zappa. Si tratta, pertanto, di uno dei primi esempi italiani di low-fi.
Benché i cinque brani siano, a livello di genere, considerati rock, notevoli sono le influenze jazz e minimal.
É un lavoro interamente strumentale. Alcune canzoni furono arrangiate da Vince Tempera e Julius Farmer, bassista di Franco Battiato. 

## Tracce
1. Frammenti – 10:44
2. Tre e quattro quarti – 5:14
3. Celestion – 7:18
4. Sonata Mediterranea – 4:23
5. Mirage – 6:25

## Formazione
- Riccardo Zappa: chitarra
- Vince Tempera: tastiera
- Julius Farmer: basso
- Ottavio Corbellini: batteria